# Washu Rangjong
Washu Rangjong, ook gespeld Rangjhung (Tibetaanse Autonome Regio, 1983) is een journalist, schrijver, zanger en presentator voor de Tibetaanse televisie.
Hij behaalde zijn diploma aan het college van Dartsedo (Kangding) en was leraar Tibetaans gedurende een jaar. Daarna was hij journalist en nieuwslezer in het Tibetaans voor een lokale televisiezender in Oost-Tibet. Hij is zanger en schreef drie boeken over de Tibetaanse cultuur.
Washu Rangjong werd door de Chinese militaire politie gearresteerd op 11 september 2008 in zijn huis in Amdo Golok, in het district Xian de Sêrtar (voormalig Kham). Volgens een monnik die geïnterviewd werd door Verslaggevers Zonder Grenzen werd zijn familie niet op de hoogte gesteld van de reden van zijn arrestatie. Washu Rangjong is vader van twee kinderen.